# Brian Westbrook
Brian Collins Westbrook (* 2. September 1979 in Washington, D.C.) ist ein US-amerikanischer American-Football-Spieler auf der Position des Runningbacks. Er spielte zuletzt bei den San Francisco 49ers in der National Football League (NFL).

## Karriere

### NFL-Draft
Westbrook wurde 2002 von den Philadelphia Eagles gedraftet. Zum Zeitpunkt seines Drafts hatte er drei Nachteile: Er war relativ klein, war oft verletzt und spielte nie in einer NCAA Division I-A Collegemannschaft.

### Philadelphia Eagles
2002 wurde er nur selten eingesetzt, erzielte jedoch einen Touchdown gegen die Dallas Cowboys. Ein kleiner Durchbruch gelang ihm 2003, als er einen Touchdown mittels eines Punt-Returns erzielen konnte und so in letzter Minute seinem Team zum Sieg verhalf.
2004 wurde er nach einer starken Saison (812 Lauf-Yards, 703 gefangene Yards und neun Touchdowns) das erste Mal zum Pro Bowl eingeladen. Den Super Bowl verlor er mit seinem Team allerdings gegen die New England Patriots.
2005 unterzeichnete Brian Westbrook einen 5-Jahres-Vertrag bei den Eagles. Er verletzte sich dann am 6. Dezember und konnte die restliche Saison nicht mehr spielen.
Auch 2006 hatte der Runningback mit Verletzungssorgen zu kämpfen. Erst am 19. November konnte er sein erstes Spiel bestreiten. Relativ schnell wurde er der Schlüsselspieler der Offense. Am Ende der Saison verzeichnete er 1.217 Rushing Yards und konnte damit zum ersten Mal seiner Karriere die 1.000-Yards-Grenze überbieten. Insgesamt konnte er elf Touchdowns erzielen, die meisten in seiner Mannschaft.
2007 ging die Erfolgsserie weiter. Am Ende der Saison hatte er 1.333 Rushing Yards in 15 Spielen auf seinem Konto, die zweitmeisten in der NFC und die drittmeisten in der NFL. Insgesamt kam er auf 2.104 Yards, was ihm neben dem Teamrekord auch Platz eins der NFL brachte. Am 18. Dezember wurde er, das zweite Mal in seiner Karriere nach 2004, für den Pro Bowl nominiert.
Nach der Saison 2009 wurde er von den Eagles entlassen und wurde im August 2010 von den San Francisco als Ersatz für Glenn Coffee verpflichtet, der kurz zuvor seine Karriere beendete.